# بالونكيستو فوينلابرادا
بالونكيستو فوينلابرادا (بالإسبانية: Baloncesto Fuenlabrada)‏ هو فريق كرة سلة إسباني تأسس في 1983 يقع في فوينلابرادا، منطقة مدريد. يلعب في دوري ليغا أيه سي بي.

## وصلات خارجية
- الموقع الإلكتروني